# Terminador

Uma animação sazonal da linha do terminador ao pôr do sol sobre a Europa Central.

Um terminador, zona de crepúsculo ou "linha cinza" é uma linha móvel que separa o lado iluminado do dia e o lado escuro da noite de um corpo planetário. É definido como o lócus de pontos numa Lua ou planeta onde a linha através do Sol é tangente.